# Campeonato Mundial de Ginástica Acrobática de 2020
Originalmente o 27º Campeonato Mundial de Ginástica Acrobática que foi organizado pela Federação Internacional de Ginástica seria realizado nos dias 29 a 31 de maio de 2020, em Genebra, na Suíça. No entanto, devido a pandemia de COVID-19, o campeonato foi organizado nos dias 2 a 4 de julho de 2021 no mesmo local originalmente estabelecido. Foram disputados 6 eventos nas categorias feminino, masculino e misto.

## Quadro de medalhas
O quadro de medalhas foi publicado.
| Ordem | País           | Medalha de ouro | Medalha de prata | Medalha de bronze | Total |
| ----- | -------------- | --------------- | ---------------- | ----------------- | ----- |
| 1     | RGF            | 5               | 0                | 1                 | 6     |
| 2     | Portugal       | 1               | 0                | 1                 | 2     |
| 3     | Bélgica        | 0               | 3                | 0                 | 3     |
| 4     | Alemanha       | 0               | 1                | 0                 | 1     |
| 4     | Israel         | 0               | 1                | 0                 | 1     |
| 4     | Estados Unidos | 0               | 1                | 0                 | 1     |
| 7     | Ucrânia        | 0               | 0                | 2                 | 2     |
| 8     | Bielorrússia   | 0               | 0                | 1                 | 1     |
| 8     | Cazaquistão    | 0               | 0                | 1                 | 1     |
| Total | Total          | 6               | 6                | 6                 | 18    |

## Medalhistas
| Evento           | Ouro                                                              | Prata                                                       | Bronze                                                                         |
| ---------------- | ----------------------------------------------------------------- | ----------------------------------------------------------- | ------------------------------------------------------------------------------ |
| Dupla masculina  | RGF Timofei Ivanov Maksim Karavaev                                | Bélgica · Robin Casse · Noam Patel                          | Bielorrússia · Maksim Markevich · Aleh Mikhalevich                             |
| Equipe masculina | RGF Viktor Grechukhin Bogdan Makeev Vadim Nabiev Dmitrii Slabukha | Israel · Hen Banuz · Lior Borodin · Amir Daus · Tomer Offir | Ucrânia · Stanislav Kukurudz · Yurii Push · Yuriy Savka · Taras Yarush         |
| Dupla feminina   | Portugal · Rita Ferreira · Ana Teixeira                           | Estados Unidos · Emily Davis · Aubrey Rosilier              | RGF Diana Korotaeva Amina Omari                                                |
| Equipe feminina  | RGF Daria Chebulanka Sofia Polishchuk Daria Tikhomirova           | Bélgica · Kim Bergmans · Lise De Meyst · Bo Hollebosch      | Portugal · Bárbara da Silva Sequeira · Francisca Maia · Francisca Sampaio Maia |
| Dupla mista      | RGF Kirill Startsev Victoria Aksenova                             | Alemanha · Daniel Blintsov · Pia Schütze                    | Ucrânia · Ivan Labunets · Anita Pyrlyk                                         |
| Equipe           | RGF                                                               | Bélgica                                                     | Cazaquistão                                                                    |